# 吉甲地
吉甲地好市集股份有限公司，簡稱「吉甲地」，為販售安心好食好物的電子商務平台。楊榮驊於2010年3月創建此公司。

## 名稱緣由
「吉甲」兩字出自於聖經《約書亞記》，係上帝應許以色列人進入迦南美地的前哨站。在這個地方，上帝吩咐約書亞從約旦河中取出12顆石頭立在「吉甲」，這段聖經記載著廣為傳頌的「立石為記」事件，書寫出上帝的恩典與大能。要使地上萬民都知道，上帝的手大有能力，也要使人們記得永遠尊崇敬畏祂。吉甲地亦諧音「幾甲地」。

## 概述
吉甲地從農產品做起，至今日商品種類擴增，生活居家用品、衣飾等亦成為商品。
吉甲地商品經過認證，且具有品牌故事，如小農作物，則透過與設計師的合作，藉由包裝設計等行銷，提高產品定位價值。

## 獲獎紀錄
- 2012年 獲選《數位時代》雜誌Meet創業之星
- 2014年 獲得經濟部第14屆「金網獎─企業獎網路原生類」
- 2015年 獲得金鉅獎 十大企業獎項

## 外部連結
吉甲地 （页面存档备份，存于）